# Авентин, Иоганн
Иога́нн Авенти́н (настоящее имя Иоганн Георг Турмайр, нем. Johann Georg Turmair, лат. Ioannes Aventinus; 4 июля 1477, Абенсберг — 9 января 1534, Регенсбург) — немецкий учёный-гуманист, хронист, историк, филолог и теоретик музыки.

## Биография
Своё прозвище Aventinus (Авентинский) он получил от латинизированного названия места своего рождения — городка Абенсберг (лат. Aventinum) в Баварии. Выходец из семьи трактирщика, начальное образование он получил в католической школе при местном монастыре кармелитов. С 1495 года учился в университетах Ингольштадта, Вены, Кракова и Парижа, со специализацией преимущественно в гуманитарных дисциплинах, получив степепь магистра искусств. 
Одним из его учителей в Венском университете являлся известный филолог и поэт-гуманист Конрад Цельтис, с которым он поддерживал в дальнейшем дружеские отношения. Среди других его университетских преподавателей можно назвать историка Иоганна Куспиниана, филолога Якоба Лохера, теолога Якоба Фабера, дипломата Филиппа Каллимаха, астронома Войцеха Брудзевского.
В 1509 году он назначен был наставником сыновей баварского герцога Вильгельма IV и, занимая эту должность до 1517 года, постоянно проживал то в Бургхаузене, то в Мюнхене при герцогском дворе. В 1515 году вместе с братом Вильгельма принцем Эрнстом предпринял путешествие в Италию, после чего сопровождал последнего на пути в Ингольштадтский университет.
В 1512 году издал «Краткую латинскую грамматику» (лат. Rudimenta grammaticae latinae), получившую широкую известность среди учёных и преподавателей своего времени. В 1516 году написал (для поступающих в университет сыновей баварского герцога), а затем издал первую в истории печатную энциклопедию. В том же году основал в Мюнхене научное общество, просуществовавшее до 1520 года под патронатом канцлера Леонарда фон Экка и подготовившее несколько научных публикаций.
В феврале 1517 года назначен был официальным историографом Баварии. Используя свою должность, пользовался в своих исторических и филологических исследованиях материалами более чем 90 библиотек. Состоял в активной переписке не только с лидерами реформации Мартином Лютером и Филиппом Меланхтоном, но и многими видными учёными-гуманистами, в частности, историком Конрадом Пейтингером, филологом Беатусом Ренаном и правоведом Виллибальдом Пиркгеймером.
Не поддерживая открыто немецкую реформацию, разделял взгляды отдельных её адептов, остро критикуя католическую церковь, за что в 1528 году подвергся 11-дневному тюремному заключению, будучи освобождён лишь благодаря заступничеству фон Экка. В 1529 году осел в Регенсбурге, где женился, после чего подыскивал себе новый дом в Виттенберге в Саксонии, но отказался от этой затеи по совету Меланхтона.
Умер в Регенсбурге 9 января 1534 года и был похоронен в местном аббатстве Святого Эммерама. В память о нём в 1842 году по указанию короля Баварии Людвига I в мемориальном зале Вальхалла был установлен его бюст.

## Сочинения
Авентин считается одним из основоположников немецкой классической филологии и истории, заслужив  себе прозвание «баварского Геродота». Среди написанных им 16 исторических трудов выделяются «Анналы князей Баварских» (лат. Annales ducum Boiariae), написанные в 1517—1521 годах в Абенсберге. Состоящие из семи книг, они излагают баварскую историю вместе с историей всеобщей, охватывая события с древнейших времен до 1460 года. 
Немецкой версией анналов является «Баварская хроника» (нем. Baierische Chronik), законченная Авентином в 1533 году, в которой он, в частности, излагает мифическую генеалогию баварских герцогов со времён Всемирного потопа, в политическом отношении выражая симпатии императорской власти в борьбе с папством, а также выдвигает идею об особой исторической роли германцев, призванных создать четвёртую империю как оплот христианства. 
В какой-то степени предвосхитив научные методы историописания, Авентин подвергает определённой критике свои многочисленные источники, причём некоторые были введены им в научный оборот впервые. Смелые высказывания его и в «Анналах», и в «Хронике» по вопросам церковного устройства и церковной власти привели к тому, что при его жизни оба труда так и не были напечатаны, и первые их издания появились соответственно в 1554 и 1566 годах, после чего обе книги попали в Баварии в «Индекс запрещенных книг», а их автор был отнесён к «еретическим авторам первого класса». 
Поскольку первое издание «Анналов» в Ингольштадте (1554) имело значительные цензурные пропуски, в 1580 году в Базеле Николасом Сиснером выпущено было новое, более полное. В 1615 году оно было переиздано там же, а в 1710 году в Лейпциге увидело свет их новое исправленное издание.
Из задуманной им по совету Цельтиса, но так и не законченной, всеобщей истории Германии (лат. Germania Illustrata) сохранилась лишь первая книга.
В 1523 году Авентин издал также первую географическую карту Баварии. В своём учебнике «Основы музыки» (лат. Musicae rudimenta, 1516) он показал обширное знание греческих музыкально-теоретических трактатов, в целом придерживался пифагорейских традиций музыкальной науки.
Интерес к трудам Иоганна Авентина проявился в эпоху Просвещения, когда материалы их использовали Иоганн Вольфганг Гёте и братья Гримм. 
Полное собрание его работ было опубликовано в 1881—1886 годах в пяти томах в Мюнхене Королевской Баварской академией наук.